# Izvještaj Matrix

## Sinopsis
Za razliku od serija u kojima se protiv svakojakih prijetnji bore vladini agenti pojedinih agencija, u " Izvještaju Matrix " na jedno su mjesto skupljeni najvještiji pripadnici brojnih ogranaka poput CIA-e, FBI-ja i NSA-e. Njihova se baza nalazi u bunkeru nazvanom " Trezor ", smještenom duboko pod zemljom negdje u Washingtonu, gdje rade zajedno kao dio američkih snaga nacionalne sigurnosti ( USA Homeland Security Force ). Njihova je zadaća očuvati SAD od terorističkih napada i ostalih mogućih prijetnji, čiji popis američki predsjedik svakodnevno dobiva u obliku pojerljivih dokumenata pod nazivom " Threat Matrix ".
Vođa ove jedinice je specijalni agent John Kilmer, 42-godišnji bivši agent FBI-ja koji je upućen u sve tehničke, sigurnosne i ostale tajne Bijele kuće. Kilmer je odgovoran samo osornom, ali oštroumnom pukovniku Rogeru Atkinsu, koji je i njihova veza s predsjednikom. Jedini detalj koji Kilmeru ponekad zasmeta u poslu jest činjenica da je u timu i njegova bivša supruga, specijalna agentica Frankie Ellroy-Kilmer. Frankie je 35-godišnja izvrsno obučena agentica CIA-e, ekspertica za psihološke profile i pravi nemilosrdni stručnjak za ispitivanje koja je vrlo uspješna u slamanju i najgorih zločinaca.

## Informacije i zanimljivosti o seriji
- Serija je zbog loše gledanosti ukinuta nakon samo 16 epizoda, dok posljednje dvije epizode nisu niti prikazane u SAD-u.

## Glumačka postava:
| Ime glumca/glumice     | Uloga u seriji        | Sezona u seriji |
| James Denton           | John Kilmer           | 1               |
| Kelly Rutherford       | Frankie Ellroy Kilmer | 1               |
| Will Lyman             | Roger Atkins          | 1               |
| Kurt Caceres           | Tim Serrano           | 1               |
| Mahershalalhashbaz Ali | Jelani                | 1               |
| Melora Walters         | Anne " Lark " Larkin  | 1               |
| Anthony Azizi          | Mo                    | 1               |
| Shoshannah Stern       | Holly Brodeen         | 1               |

## Naslovi epizoda

### Sezona 1: 2003-2004
| #  | Naslov epizode        |  |
| -- | --------------------- |  |
| 1  | Pilot                 |  |
| 2  | Veteran's Day         |  |
| 3  | Doctor Germ           |  |
| 4  | Natural Borne Killers |  |
| 5  | Patriot Acts          |  |
| 6  | In Plane Sight        |  |
| 7  | Alpha-126             |  |
| 8  | Under the Gun         |  |
| 9  | Cold Cash             |  |
| 10 | Flipping              |  |
| 11 | Mexico                |  |
| 12 | PPX                   |  |
| 13 | Stochastic Variable   |  |
| 14 | Extremist Makeover    |  |
| 15 | 19 Seconds            |  |
| 16 | Cambodia              |  |